# Suzerenstvo
Suzerenstvo ali sizerenstvo ('nadvladarstvo') je razmerje, v katerem ima nek vladar ali država pravico od drugega vladarja, naroda ali države zahtevati davek oziroma v večji ali manjši meri upravljati z njihovimi zunanjimi zadevami. Entiteta, ki ima obveznost do svojega suzerena, je vazalna ali tributarna država.